# Podsljeme

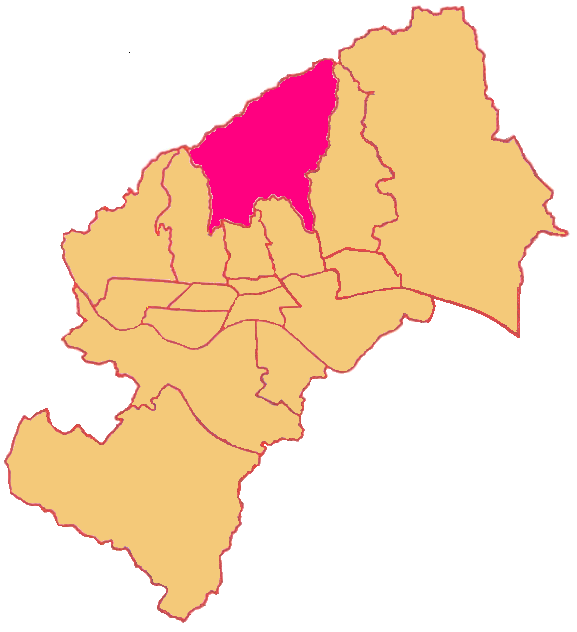
Locatie van district in Zagreb

Podsljeme is een četvrt(wijk, buurt) in de Kroatische hoofdstad Zagreb met een gekozen stadsraad. De wijk ligt aan de voet van de berg de Medvednica en haar naam betekent "onder (de) Sljeme" (Sljeme is de naam van de top van de Medvednica).
Er wonen (per 2001) 17.744 mensen in Podsljeme. Podsljeme bestaat veelal uit wat élitaire woonbuurten.

## Wijken in Podsljeme
- Šestine
- Gračani
- Markuševec

Brezovica · Črnomerec · Donja Dubrava · Donji Grad · Gornja Dubrava · Gornji Grad - Medveščak · Maksimir · Novi Zagreb - istok · Novi Zagreb - zapad · Peščenica - Žitnjak · Podsljeme · Podsused - Vrapče · Sesvete · Stenjevec · Trešnjevka - jug · Trešnjevka - sjever · Trnje